# Emilio Casalini (partigiano)
Emilio Casalini (Pontedecimo, 28 aprile 1920 – Voltaggio, 8 aprile 1944) è stato un partigiano italiano, comandante del 5º distaccamento della 3ª Brigata Garibaldi "Liguria" e autore del testo del canto partigiano Siamo i ribelli della montagna.

## Biografia
Soprannominato "Cini", fu attivo come comandante del 5º distaccamento della 3ª Brigata Garibaldi "Liguria". E proprio con quel gruppo di partigiani, Casalini scrisse nel 1944 il testo di Siamo i ribelli della montagna (musicata da Angelo Rossi) presso la cascina Grilla, sul Monte Tobbio (Appennino ligure).
Il suo campo d'azione era localizzato nei pressi di Voltaggio, una zona che nell'aprile 1944 fu colpita da un rastrellamento dei nazifascisti. Tra il 6 e il 7 aprile, Casalini e i suoi uomini (circa 80, più altri partigiani del luogo unitisi al gruppo) provarono a sfuggire al tentativo di cattura messo in atto dai tedeschi, che avevano accerchiato la zona dei Laghi del Gorzente e iniziato il rastrellamento alla Benedicta. L'operazione non andò a buon fine: di notte, nella zona del Passo Mezzano, restarono uccisi 18 partigiani; altri vennero fucilati poche ore più tardi. Casalini fu invece catturato e condotto presso il seminario di Voltaggio, dove i nazisti avevano istituito un tribunale speciale per prigionieri e renitenti; qui fu giudicato e condannato a morte insieme ad altri 15 partigiani.
Al tribunale che lo giudicò colpevole, dichiarò: "Sono un ufficiale della scuola italiana e non sarà mai che io mi arrenda al nemico".